# Желиская, Алина
Алина Желиская (пол. Alina Żeliska) — польская актриса театра, кино и телевидения.

## Биография
Алина Желиская родилась 12 апреля 1905 г. в Гусятине. Дебютировала в фильме в 1932 г. Актриса театров во Львове, Быдгоще, Варшаве и Люблине. Выступала в спектаклях «театра телевидения» в 1965—1980 гг. Умерла 5 июня 1994 года в Гура-Кальварии.

## Избранная фильмография
- 1932 — Княгиня Лович / Księżna Łowicka
- 1933 — Десять процентов мне / 10 % dla mnie
- 1933 — Его превосходительство субъект / Jego ekscelencja subiekt
- 1933 — Шпион в маске / Szpieg w masce
- 1934 — Дочь генерала Панкратова / Córka generała Pankratowa
- 1936 — Фред осчастливит мир / Fredek uszczęśliwia świat
- 1936 — Болек и Лёлек / Bolek i Lolek
- 1937 — Этажом выше / Piętro wyżej
- 1937 — Пламенные сердца / Płomienne serca
- 1938 — Забытая мелодия / Zapomniana melodia
- 1971 — Роль / Die Rolle (ФРГ / Польша)

## Признание
- 1970 — Кавалерский крест Ордена Возрождения Польши.